# Джон Девід Вашингтон
Джон Девід Вашингтон (нар. 28 липня 1984) — американський актор і колишній американський футболіст-ранінбек. Він грав у футбол у Моргауз-коледжі та підписав контракт із Сент-Луїс-Рамс як вільний агент у 2006 році. Вашингтон провів чотири роки, як ранінбек у команді Сакраменто Маунтен Лайонз в Об'єднаній футбольній лізі.
Згодом Вашингтон услід за батьком, Дензелом Вашингтоном, та мамою, Полеттою Вашингтон, перейшов до акторської кар'єри. Він отримав ролі в трагікомедійному серіалі HBO «Гравці», та у фільмі Спайка Лі «Чорний куклукскланівець». За цю роль він отримав номінації на «Золотий глобус» і премію Гільдії кіноакторів США за найкращу чоловічу роль.

## Раннє життя
Вашингтон виріс у районі озера Толука в Лос-Анджелесі, штат Каліфорнія. Народився в родині актора Дензела Вашингтона та акторки та співачки Полетти Вашингтон (до шлюбу Пірсон); найстаршим із чотирьох дітей. У 7 років зіграв школяра з Гарлема в художньому фільмі Спайка Лі 1992 року «Малколм Ікс», в якому головну роль грав Дензел Вашингтон.
Джон Девід відвідував школу Кемпбел Голл в Лос-Анджелесі, де він був летерменом у футболі, баскетболі та треку. Він закінчив школу у 2002 році.

## Футбольна кар'єра
У коледжі Моргауз Вашингтон встановив шкільний рекорд.
Грав як вільний агент у драфті NFL 2006 року, підписав контракт із Сент-Луїс-Рамс 1 травня 2006 року як вільний агент. З цієї команди він пішов 31 серпня. Три дні потому його записали у другий склад. Вашингтон грав у NFL Europe за Rhein Fire у сезоні 2007 року.
Вашингтона взяли до California Redwoods (пізніше — до Sacramento Mountain Lions) в Об'єднаній футбольній лізі на UFL Premiere Season Draft у 2009 році. Він підписав контракт із командою 18 серпня. Вашингтон залишився з командою після їхнього переїзду до Сакраменто, і повернувся до Sacramento Mountain Lions, у якій грав до 2012 року.

## Акторська кар'єра
Розпочав акторську кар'єру в 2015 році в ролі Рікі Джерре в трагікомедійному серіалі HBO «Гравці». Серіал був добре сприйнятий критиками і тривав п'ять сезонів.
У вересні 2017 року Вашингтона взяли на головну роль детектива Рона Сталворта у трагікомедії Спайка Лі «Чорний куклукскланівець», що базувався на мемуарах Сталворта. Фільм позмагався за «Золоту пальмову гілку» на Каннському кінофестивалі 2018 року. Журі фестивалю присудило йому Гран-прі. Стрічка вийшла в прокат у США 10 серпня 2018 року, щоби дата збіглася з річницею Маршу об'єднаних правих. Фільм був комерційно успішним, за нього Вашингтон отримав номінації на премію «Золотий глобус» і премію Гільдії кіноакторів США.
У 2018 році Вашингтон також знявся у фільмах «Монстри та люди» та «Монстр» Він також грав у фільмі «Старий з пістолетом» разом із Робертом Редфордом, який випустила 28 вересня 2018 року компанія Fox Searchlight Pictures.
Вашингтон зіграв головну роль у бойовику «Тенет» режисера Крістофера Нолана, вихід у прокат якого в Україні відбувся 26 серпня 2020 року. У 2021 році виконав головну роль у драмі «Малкольм і Марі», у 2023 році — у бойовику «Творець».
У 2022 році вперше з'явився на театральній сцені, виконавши головну роль нащадка поневолених афроамериканців у бродвейській п'єсі Огаста Вілсона «Урок фортепіано». У 2024 році переніс цей образ на кіноекран в однойменній екранізації п'єси.

## Фільмографія

### Фільми
| Рік  | Назва                   | Роль                               | Примітки               |
| ---- | ----------------------- | ---------------------------------- | ---------------------- |
| 1992 | Малькольм X             | школяр у класній кімнаті в Гарлемі |                        |
| 1995 | Devil in a Blue Dress   | Хлопчик з іграшковою гвинтівкою    | У титрах не зазначений |
| 2010 | Книга Ілая              |                                    | Співвиробник           |
| 2017 | Love Beats Rhymes       | Маглік                             |                        |
| 2018 | Monsters and Men        | Деніс Вільямс                      |                        |
| 2018 | All Rise                | Річард «Бобо» Еванс                |                        |
| 2018 | Чорний куклукскланівець | Детектив Рон Сталворт              |                        |
| 2018 | The Old Man & the Gun   | Лейтенант Келлі                    |                        |
| 2020 | Тенет                   | Протагоніст                        |                        |
| 2021 | Born to Be Murdered     | Беккет                             |                        |
| 2021 | Малкольм і Марі         | Малкольм                           |                        |
| 2022 | Амстердам               | Гарольд                            |                        |
| 2023 | Творець                 | Джошуа                             |                        |
| 2024 | Урок фортепіано         | Малюк Віллі Чарльз                 |                        |

### Телебачення
| Рік         | Назва  | Роль         | Примітки     |
| ----------- | ------ | ------------ | ------------ |
| 2015 — 2019 | Гравці | Рікі Джеррет | Основна роль |

## Нагороди та номінації
| Рік  | Нагороди                   | Категорія                                         | Висунута робота         | Результат |
| ---- | -------------------------- | ------------------------------------------------- | ----------------------- | --------- |
| 2018 | NAACP Image Awards         | Видатний підтримуючий актор у комедійному серіалі | Гравці                  | Номінація |
| 2018 | IMDb STARmeter Awards      | Breakout Star                                     | Грав себе               | Перемога  |
| 2018 | People's Choice Awards     | The Drama Movie Star of 2018                      | Чорний Куклукскланівець | Номінація |
| 2019 | Золотий ґлобус             | За найкращу чоловічу роль                         | Чорний Куклукскланівець | Номінація |
| 2019 | Satellite Awards           | Best Actor in a Motion Picture, Comedy/Musical    | Чорний Куклукскланівець | Номінація |
| 2019 | Screen Actors Guild Awards | За найкращу чоловічу роль                         | Чорний Куклукскланівець | Номінація |
| 2019 | Screen Actors Guild Awards | За найкращий акторський склад в ігровому кіно     | Чорний Куклукскланівець | Номінація |